# Mortician
Mortician (v překladu funebrák) je americká grindcore a brutal deathmetalová kapela založená v roce 1989 ve městě Yonkers ve státě New York pod názvem Casket. Ještě téhož roku se přejmenovala na Mortician. Mezi zakládající členy patří zpěvák a baskytarista Will Rahmer a multiinstrumentalista Roger J. Beaujard.
Mezi stěžejní témata kapely patří hororové filmy, čemuž je přizpůsobena lyrika (texty), obaly nahrávek a samply v tvorbě. Mezi filmy, které ovlivnily tvorbu kapely, patří např. Dům u hřbitova (Itálie, 1981).
Debutní studiové album vyšlo roku 1996 a nese název Hacked up for Barbecue.

## Diskografie

### Demo nahrávky
- Rehearsal 12/14/89 (1989)
- Demo #1 (1990)
- Darkest Day of Horror Tour Edition (2002)

### Studiová alba
- Hacked up for Barbecue (1996)
- Chainsaw Dismemberment (1999)
- Domain of Death (2001)
- Darkest Day of Horror (2003)
- Re-Animated Dead Flesh (2004)

### EP
- Brutally Mutilated (1990)
- Mortal Massacre (1991)
- House by the Cemetery (1994)
- Zombie Apocalypse (1998)

### Singly
- Zombie Apocalypse (1997)

### Kompilace
- Mortal Massacre (1993)
- Final Bloodbath Session (2002)
- Hacked Up for Barbecue / Zombie Apocalypse (2004)
- House by the Cemetery / Mortal Massacre (2004)

### Live alba
- Zombie Massacre Live (2004)